# 杜加文
杜加文 MLA （1983/1984年—），加拿大政治人物，2024年起以卑詩保守黨黨員身份擔任卑詩省議會基隆拿—米遜選區議員。

## 背景
杜加文從卑詩大學取得英語文學學士學位，再從牛津大學取得工商管理碩士學位，曾於大加拿大博彩公司任職對外關係總監。他曾任昆特侖理工大學理事，以及加拿大關節炎協會義務顧問。他與妻子育有一子一女，2023年舉家遷居卑詩省內陸基隆拿，夫婦兩人在當地營運室內遊樂場，在此之前則曾於溫哥華東區營運托兒所。

## 從政
杜加文曾是卑詩自由黨黨員，2011年和2018年該黨舉行黨魁選舉時分別協助馮宜幹和李耀華競選，並曾於2013年省選出任西溫哥華—卡比蘭奴選區省議員蘇坦的競選主任。他亦曾任溫哥華市級政黨無黨派協會理事。
溫哥華快樂山選區省議員關慧貞因競逐2015年聯邦大選而辭職，觸發議席補選。杜加文獲取該區自由黨候選人資格，在2016年2月2日舉行的補選中排名第三，落後當選的新民主黨候選人馬蘭妮和綠黨候選人費必得而告落敗。他亦曾參與2022年卑詩自由黨黨魁選舉，在第三輪投票獲取6.01%得票而被淘汰出局。
杜加文於2024年8月獲取卑詩保守黨候選人提名，角逐省議會基隆拿—米遜選區議席，在同年10月省選中當選該區省議員，同年11月獲黨魁羅仕德委派出任官方反對黨就業、經濟發展及創新評議員。